# 과소결정 연립방정식
과소결정 연립방정식, 또는 과소결정계(underdetermined system)란 미지수보다 적은 방정식이 있는 연립방정식으로 미지수에 자유도가 존재하여 해가 무한하다.

## 같이 보기
- 과결정 연립방정식
- 제약 조건
- 정칙화